# مونتي سان جيورجيو
مونتي سان جيورجيو (بالإنجليزية: Monte San Giorgio)‏ هو أحد جبال سلسلة جبال الألب لوغانو ويقع في كانتون تيسينو في سويسرا. يحتل المرتبة رقم 440 في قائمة جبال سويسرا من حيث الارتفاع، إذ يبلغ ارتفاعه حوالي 1097 متر، بينما يبلغ ارتفاع نتوء الجبل 758 متر.

## انظر أيضًا

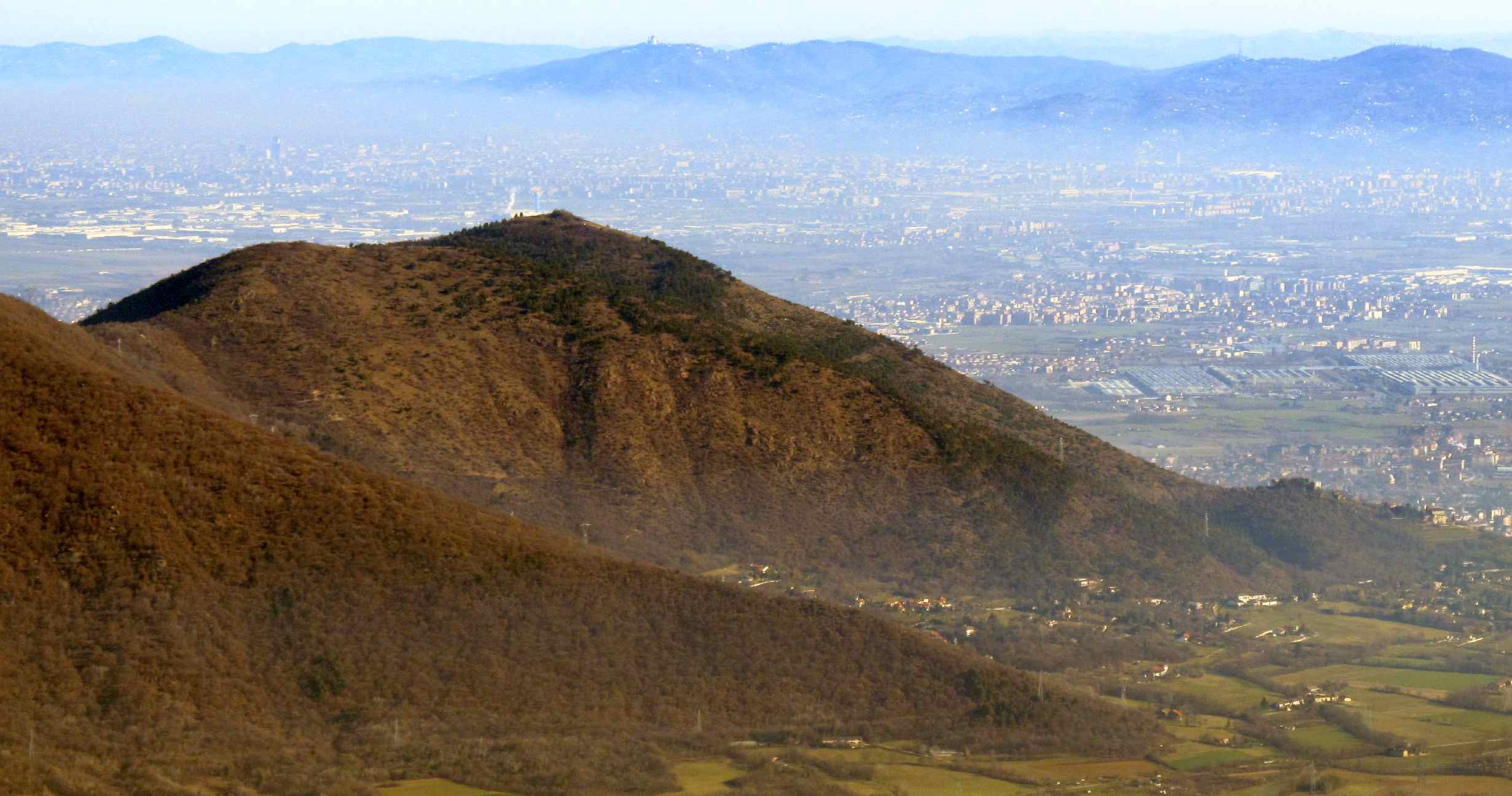
جبل سان جيورجيو